# Jacopo Durandi

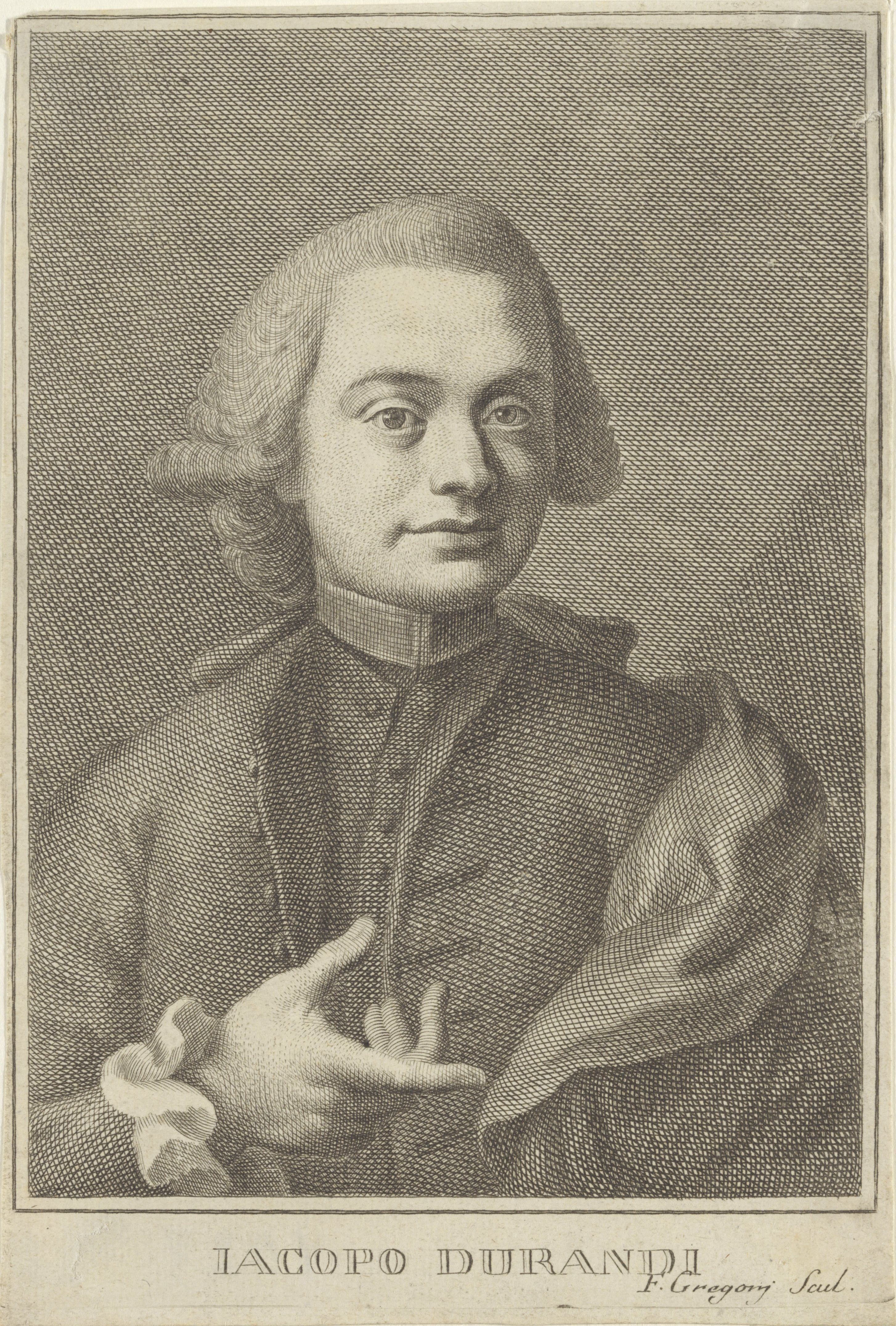
Jacopo Durandi

Jacopo Durandi (* 25. Juli 1739 in Santhià; † 28. Oktober 1817 in Turin) war ein italienischer Schriftsteller, Librettist und Historiker.

## Werk
Durandi schrieb die Libretti für die Opern Armida, komponiert von Pasquale Anfossi (1770), Vincenzo Manfredini (1770), Antonio Sacchini (1772) und Niccolò Antonio Zingarelli (1786), und Annibale in Torino, komponiert von Giovanni Paisiello (1771) und Niccolò Antonio Zingarelli (1792). Seine Opere drammatiche wurden 1766 in 4 Bänden veröffentlicht.